# Svetlana Alpers
Pour les articles homonymes, voir Alpers.
Svetlana Alpers, née le 10 février 1936 à Cambridge (Massachusetts), est une historienne de l'art américaine, également professeure, écrivaine et critique.

## Biographie
Svetlana Alpers est fille de l'économiste américano-soviétique Wassily Leontief, « prix Nobel » d'économie en 1973.
Elle est spécialisée dans la période de l'âge d'or de la peinture néerlandaise, un champ qu'elle a révolutionné avec son livre de 1984 The Art of Describing (L'art de décrire). Elle a également écrit sur Tiepolo, Rubens, Bruegel et Velázquez, parmi d'autres. Elle est l'une des historiennes de l'art américaines les plus influentes de sa génération.

## Distinctions
- 1972 : Bourse Guggenheim
- 2009 : Médaille du centenaire d'Harvard (en)
- 2015 : Doctorat honoris causa de l'Université Harvard[3]